# Lissonota sapinea
Lissonota sapinea är en stekelart som beskrevs av Townes, Momoi och Henry Keith Townes, Jr. 1965. Lissonota sapinea ingår i släktet Lissonota och familjen brokparasitsteklar. Inga underarter finns listade i Catalogue of Life.